# Karel Kryl
Karel Kryl (Kroměříž, Checoslovaquia, 12 de abril de 1944 - Múnich, Alemania 3 de marzo de 1994) fue un cantautor checo.
Autor e intérprete de múltiples canciones, acompañado normalmente por su propia guitarra. Sus composiciones denuncian fuertemente el autoritarismo, reivindicando un humanismo abierto y cotidiano.

## Biografía

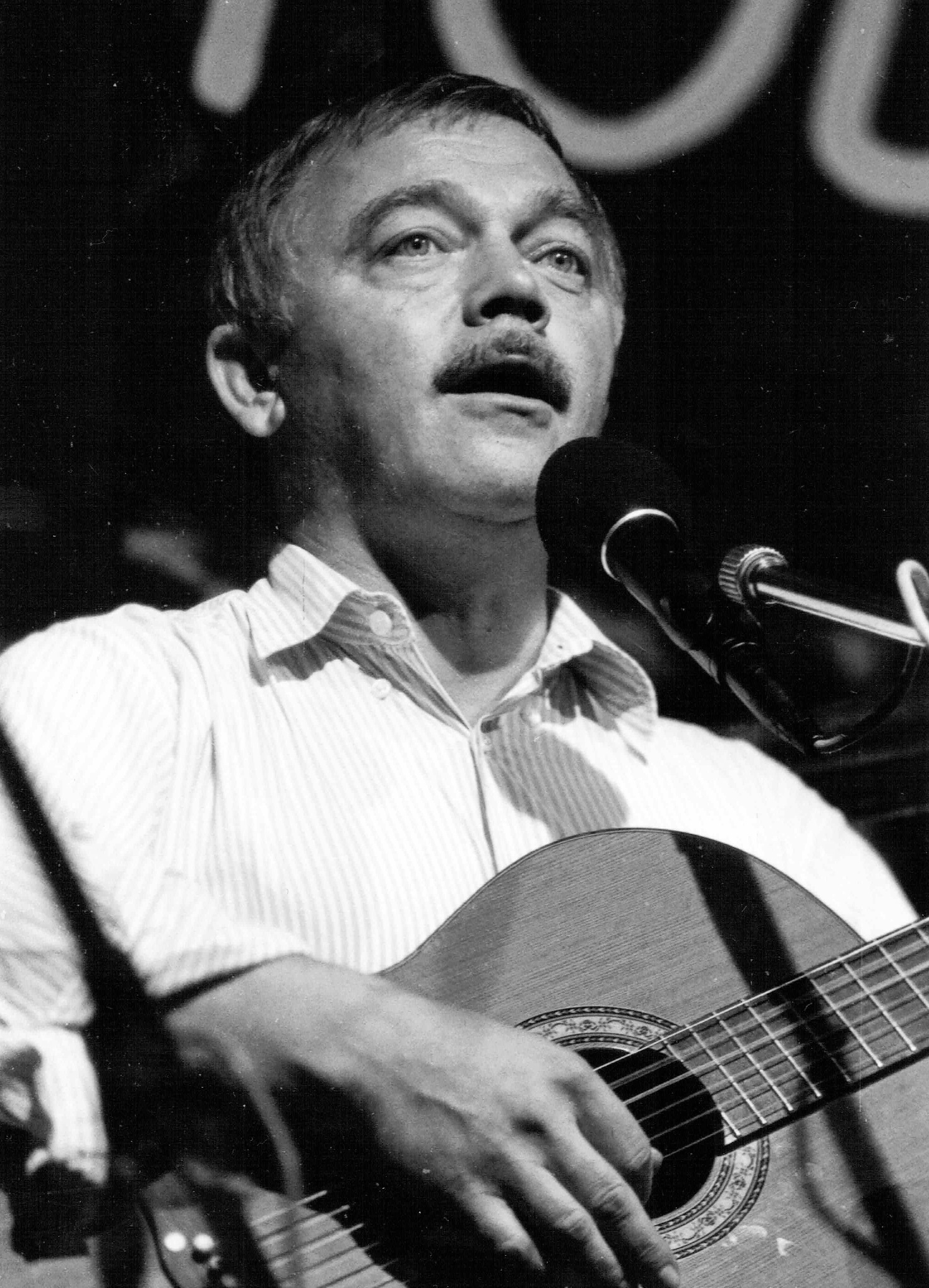
Karel Kryl 1990.

Nació en un pueblo de Moravia, hijo de Karel Kryl y Maria Krylová. Su padre poseía una famosa imprenta que le fue expropiada en 1948 con la llegada de los comunistas al poder. Al año siguiente la imprenta fue destruida y el padre sólo pudo encontrar trabajo en una empresa metalúrgica. En los años sesenta se apasiona por la poesía francesa y descubre la música occidental, en especial a Billie Holiday. Tras su paso por el servicio militar se vuelve definitivamente antimilitarista y se acerca ideológicamente a los movimientos pacifistas y hippy.
Terminados sus estudios de cerámica y periodismo, en 1967, después de cinco años trabajando en una empresa cerámica (fabricaba tazas de water) se traslada a Ostrava donde colabora como freelance en la radio. Luego viaja a Praga y se emplea como asistente de documentales en la televisión nacional. Al mismo tiempo empieza a escribir sus canciones que, al amparo de la apertura que supuso la Primavera de Praga, interpreta en pequeños clubes y, sobre todo, en el teatro Waterloo Divadlo de Praga.
El momento decisivo de la vida de Kryl se produce con la ocupación de Checoslovaquia por las fuerzas del Pacto de Varsovia, el 21 de agosto de 1968 para aplastar las reformas del presidente Alexander Dubček. Su disgusto por la ocupación lo plasma en su primer álbum Bratříčku zavírej vrátka (Cierra la puerta, hermanito), editado a principios del año siguiente y lleno de canciones que narran la vida cotidiana bajo el nuevo régimen comunista estricto y denuncian la inhumanidad y estupidez del autoritarismo. En marzo intenta publicar un libro de poesías con el mismo título, pero fue prohibido. Inmediatamente se prohibió también su álbum y se retiraron los ejemplares a la venta.
Ante las amenazas de enviarlo a prisión, a Karel Kryl no le queda más opción que abandonar el país y el 9 de septiembre de 1969 inicia un exilio en Alemania occidental que durará veinte largos años.
Nunca volvió a publicar un álbum en su país natal, sin embargo durante su exilio, a la vez que trabajaba en radio Free Europe en Múnich publicó muchos otros discos, la mayoría de los cuales tuvieron enorme éxito en Checolovaquia. Sus canciones, llenas de ironía, escepticismo sarcástico y poética, continuaron teniendo una enorme difusión a escondidas en Checoslovaquia, hasta convertirlo en un auténtico icono anticomunista .
Regresó en noviembre de 1989 durante la llamada revolución de terciopelo, si bien se mostró muy crítico tanto con la forma en la que se había llevado a cabo la revolución hacia el capitalismo feroz como, especialmente, con la separación entre Eslovaquia y la república Checa. Ante la incomprensión general frente a sus críticas Kryl se sintió incómodo en su propio país y volvió a exiliarse en Alemania.
Murió de un ataque cardíaco en Múnich, poco antes de cumplir los cincuenta años y está enterrado en el monasterio de Břevnov, en Praga.
Tras su muerte se le concedió la orden del león Blanco, la más alta condecoración de la República Checa.
En 2006 se le puso su nombre a una calle en Praga.

## Discografía
Álbumes grabados en estudio
- Bratříčku, zavírej vrátka (editado por Panton 1969, reeditado por Panton 1990, Bonton 1995, Sony Music 2002 y Supraphon 2006).
- Rakovina (editado en Alemania por Primaphon 1969, Caston 1969, en Suecia por Šafrán 78 1980, reeditado por Bonton 1990 y Sony Music 2003).
- Maškary (editado en Alemania por Caston 1970, en Suecia por Šafrán 78 1980, reeditada por Bonton 1991 y Sony Music 2004).
- Karavana mraků (editado en Suecia por Šafrán 78 1979, reeditado por Bonton 1994 y Supraphon 2007).
- Plaváček ( editado en Suecia por Šafrán 78 1983, reeditado por Bonton 1995).
- Dopisy ( editado - sólo en casete - en Australia por Rhea Publisheng 1988, reeditado por BestIa 1992, Happy Music 1997, Happy AS 2001 y And The End Record 2006).
- Tekuté písky (editado por Bonton 1990).
- Monology (editado por Janez 1992, reeditado por Bonton 1996).
- Bratříčku, zavírej vrátka - Limitovaná edice (editado por Supraphon 2006).
- Dopisy akusticky + Dopisy (editado por Y The End Record 2006).
- Karavana mraků + 9 bonus tracks (editado por Supraphon 2007).

Álbumes grabados en directo
- Bratříčku, zavírej vrátka! (live concert en Suiza) (editado en Alemania por Caston 1971, en Suecia por Šafrán 78 1980, reeditado por Supraphon 2006)
- Karel Kryl En Boston ´88 (editado en los EE. UU. por Czechoslovak Documentation Center 1988)
- Karel Kryl spiewa we Wroclawiu (live concert, en Wroclaw - Polonia) (editado sólo en Polonia por Stowarzyszenie Festiwal Wyszehradzki 2004)
- Live (Lucerna 1990 y Porta 1991) (editado por Supraphon 2006)
- Koncert z Melbourne (live concert, en Sokol House, Melbourne - Australia) (editado por And The End Record 2006)
- Koncert ze Sydney (live concert, en Sokol House, Sydney - Australia) (editado por And The End Record 2006)

Recitados
- Dvě půle lunety aneb Rebelant o lásce (poemas) (editado por H&H Publishers 1992)
- Básníci před mikrofonem (varios autores) (editado por Radioservis 2003)

Singles
- Carmena Resurrectionis (EP) (editado en Alemania por Caston 1974, reeditado por Bonton 1990)
- Dívka havířka / Azbuk (SP) (editado en Canadá por 68 Publishers 1978)
- Ocelárna (EP) (editado en Australia por Iron Curtaen Records 1984)
- Omezená suverenita / Jedůfka (SP) (editado en Canadá por 68 Publishers 1986)

Compilaciones
- To nejlepší (editado por Bonton 1993)
- Ocelárna - doplněné vydání (editado por Monitor 1994, KMa 2004 y And The End Record 2006)
- Děkuji (editado por Bonton 1995)
- Australské momentky (editado por Monitor 1995, KMa 2004 y Y The End Record 2006)
- Jedůfky (editado por Bonton 1996)
- To nejlepší 2 (editado por Bonton 1998)
- Šuplíky - Mé nejmilejší písně (editado por Supraphon 2005).
- Miláčku (editado por Supraphon 2007).

Con otros cantantes
- Lieder gegen Panzer (editado en Alemania por Neue Welt 1978).
- Sweng Time (editado en Canadá por West Record 1983, reeditado por Producentské centrum Františka Rychtaříka 2007).
- Piosenky Karela Kryla ("samizdat" editado en Polonia por Niezalezna Oficyna Wydawnicza 1986).
- Křesťanské songy a podobenství (editado por Multisonic 1990).
- Folkfórum - Spolu... (editado por Panton 1990).